# Jüdische Gemeinde Altenschönbach

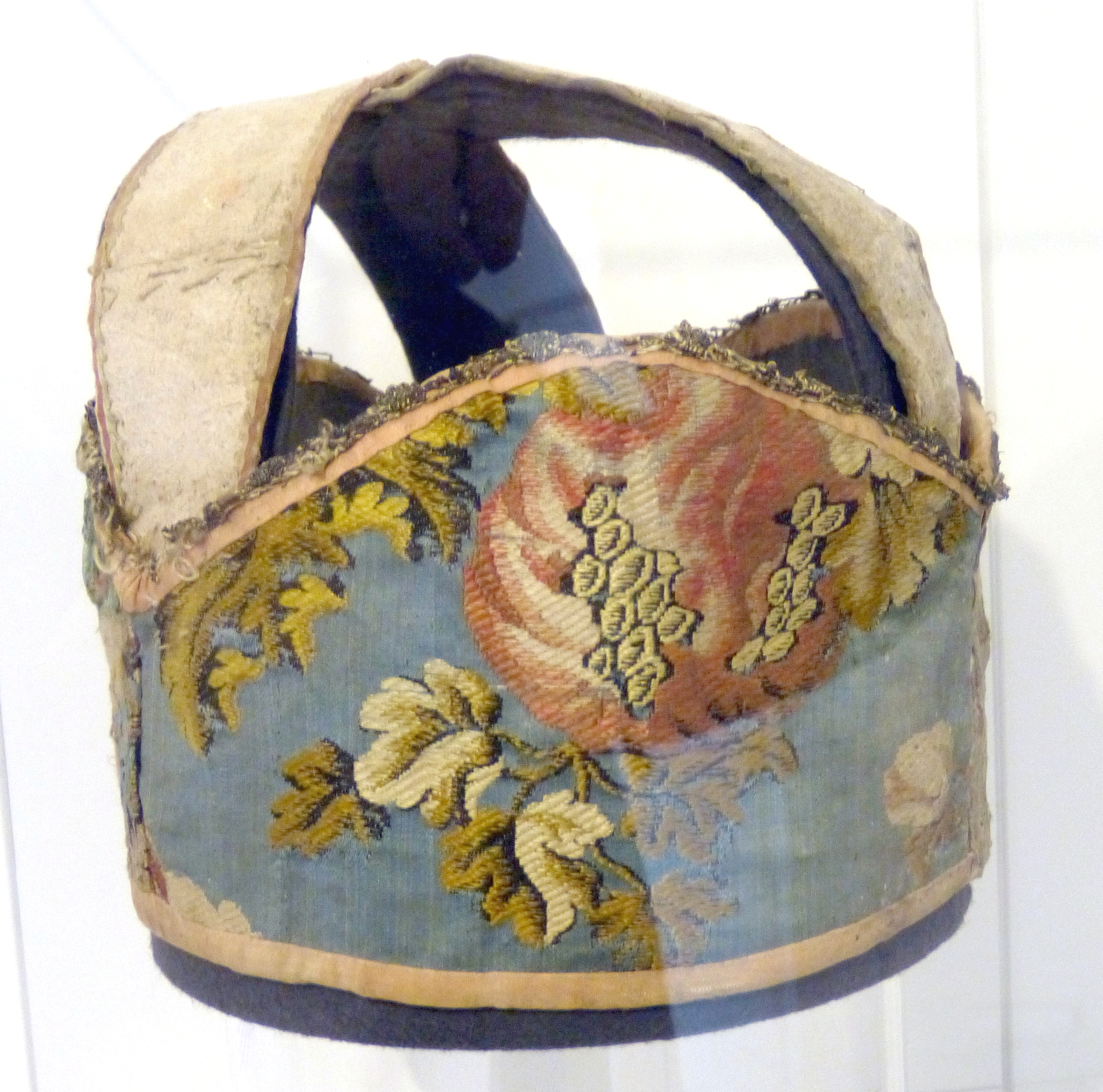
Tora-Krone der jüdischen Gemeinde Altenschönbach, Jüdisches Museum Franken (Fürth)

Die Jüdische Gemeinde Altenschönbach war eine Israelitische Kultusgemeinde im heutigen Prichsenstadter Ortsteil Altenschönbach im unterfränkischen Landkreis Kitzingen. Die Gemeinde bestand zwischen 1703 und der Deportation der letzten Gemeindemitglieder im Jahr 1942. Noch heute hat sich die ehemalige Synagoge im Dorf erhalten.

## Geschichte
| Name              | Amtszeit  |
| Baruch Blümlein   | 1847–1884 |
| Joseph Silbermann | 1884–1869 |
| Samuel Kahn       | 1869–1896 |
| Joseph Kahn       | 1896–1900 |
| Alexander Gutmann | 1900–1925 |

Eine jüdische Gemeinde ist in Altenschönbach spätestens im 18. Jahrhundert ansässig gewesen. Erstmals werden Juden im Jahr 1703 erwähnt. Um das Jahr 1717 existierte eine eigene jüdische Schule und eine Synagoge in dem Dorf. Ein Jahr später, 1718, nennen dann Quellen wiederum einen Juden in Altenschönbach. Gegen Mitte des 18. Jahrhunderts hatte sich die jüdische Gemeinschaft weiter etabliert, ab diesem Zeitpunkt kann von einer echten Gemeinde ausgegangen werden.
Mit der Etablierung von sogenannten Matrikelplätzen im Königreich Bayern durch das Bayerische Judenedikt von 1813 erhielt Altenschönbach 39 Judenfamilien zugesprochen. Unter anderem lebte im Jahr 1817 der Gerolzhöfer Rabbiner Löw Karlsruher in dem Ort. In der Mitte des 19. Jahrhunderts bestand die Gemeinde aus über 140 Personen. Immerhin ein Drittel der Dorfbevölkerung war damals jüdischen Glaubens. Unter diesen Juden waren einige Bauern, Schneider, Metzger, Mauerer, Händler, sowie Tagelöhner und ein Musikant.
Bis zum Ende des 19. Jahrhunderts war der jüdische Lehrer gleichzeitig als Vorsänger und Schochet angestellt. Zeitweise gab der Altenschönbacher Geistliche auch Unterricht im Gefängnis Ebrach. Seit den 1880er Jahren versorgte er auch die Glaubensgenossen in Oberschwarzach und Kirchschönbach mit. 1884 besuchten immerhin zwölf Jungen und 17 Mädchen die sogenannte Werktagsschule in der Synagoge von 1843.
Die Juden prägten in Altenschönbach auch das gesellschaftliche Leben mit. Im Jahr 1878 gründete sich mit dem Casinoverein eine ausschließlich Juden zugängliche Gesellschaft. Der Heimatforscher Ludwig Reinhold schrieb im selben Jahr über Altenschönbach: „Es waren dort bei eintretender Dunkelheit die hell strahlenden Sabbathlichter in den jüdischen Häusern angezündet worden.“ Die Altenschönbacher Juden wurden auf dem Friedhof in Gerolzhofen beigesetzt.

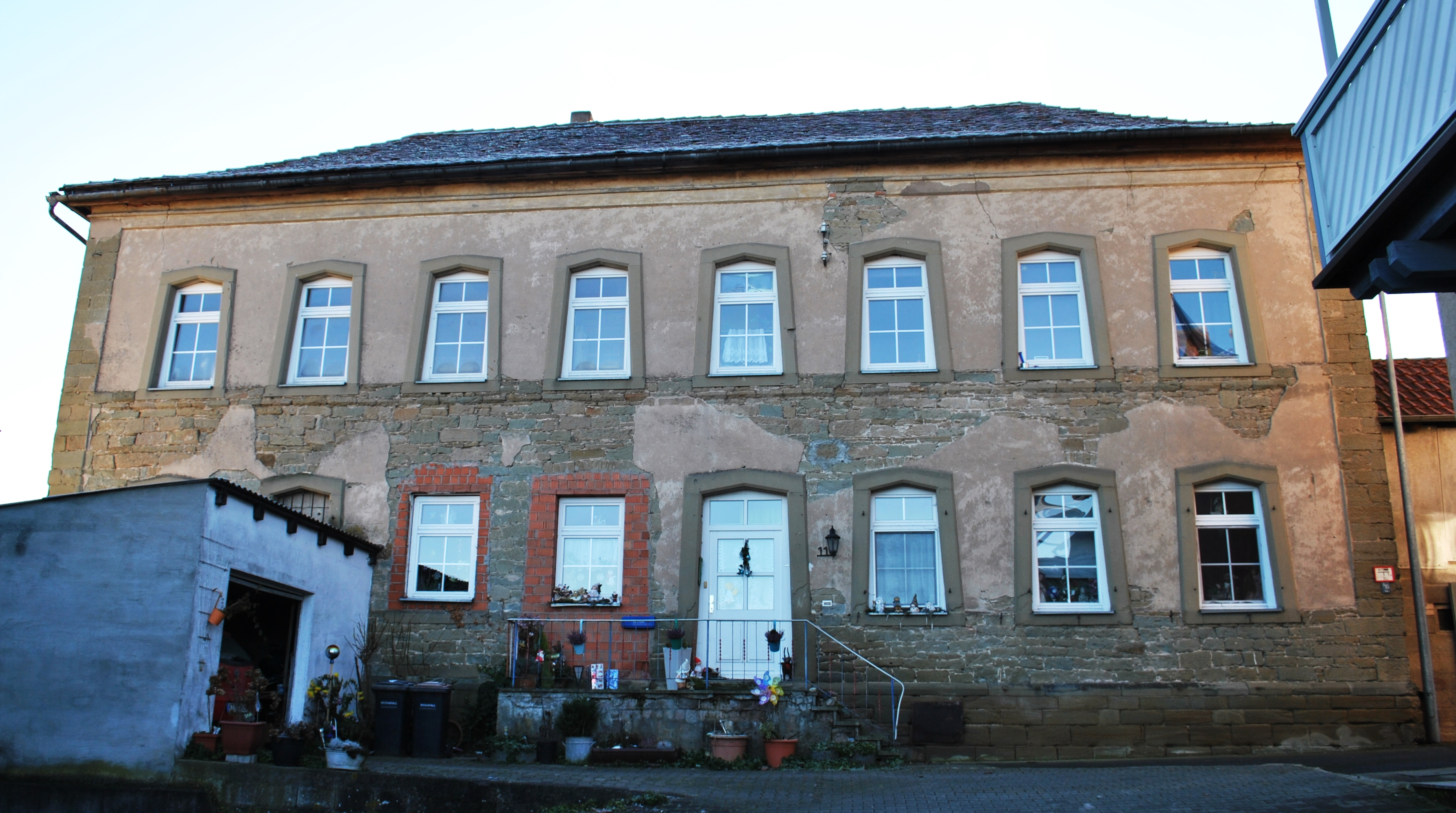
Die ehemalige Synagoge wird heute als Wohnhaus genutzt

Mit dem Jahr 1871 wurden die Juden in Bayern gleichgestellt. Daraufhin lösten sich viele Landgemeinden auf, weil die jüdische Bevölkerung in die größeren Städte verzog. Auch in Altenschönbach halbierte sich die Gemeinde nach 1900 schnell. Um 1924 bestand die Gemeinde lediglich noch aus 24 Personen, worunter viele Ruheständler und Alte waren. Bis zur Machtergreifung der Nationalsozialisten im Jahr 1933 nahm die Anzahl der Juden in Altenschönbach weiter ab.
Im Jahr 1933 lebten noch 15 Juden im Dorf. Bis 1935 verließen zwei Personen Altenschönbach und verzogen nach Siegendorf bzw. Plauen. Am 10. November 1938 zogen SS-Männer von Prichsenstadt her kommend in das Dorf und schlugen die Fenster der Synagoge ein. Ab 15 Uhr kam es zu Ausschreitungen, an denen sich auch Dorfbewohner und Kinder beteiligten. Neben der Verwüstung der Synagoge kam es in mehreren Häusern zu Wohnungsdurchsuchungen. Im Anschluss kam es zu drei Verhaftungen, eine Person kam ins KZ Dachau.
Bis zum Jahr 1942 hatte sich die jüdische Gemeinde weiter reduziert. Nun lebten noch sechs Personen jüdischen Glaubens in Altenschönbach. Am 22. April 1942 wurden fünf Altenschönbacher Juden mit der Bahn nach Würzburg „evakuiert“, von wo sie am 25. April ins polnische Ghetto Izbica deportiert wurden. Noch am 23. September 1942 wurde Klara Grünlaub, inzwischen im Altersheim in Würzburg, ebenfalls deportiert; diesmal ins Ghetto Theresienstadt.

## Gemeindeentwicklung
Die Kultusgemeinde war ab dem Jahr 1839 dem bayerischen Distriktsrabbinat Niederwerrn zugeordnet, welches ab 1864 ins Distriktsrabbinat Schweinfurt umgewandelt wurde.
| Jahr | Mitglieder | Jahr | Mitglieder | Jahr | Mitglieder | Jahr | Mitglieder | Jahr | Mitglieder | Jahr | Mitglieder | Jahr | Mitglieder |
| ---- | ---------- | ---- | ---------- | ---- | ---------- | ---- | ---------- | ---- | ---------- | ---- | ---------- | ---- | ---------- |
| 1813 | 142        | 1830 | 147        | 1875 | 116        | 1900 | 51         | 1925 | 18         | 1933 | 15         | 1942 | 6          |